# Rok Tygrysa
Rok Tygrysa – singel polskiej raperki Young Leosi. Singel został wydany 25 kwietnia 2022.
Nagranie otrzymało w Polsce status złotej płyty.

## Geneza utworu i historia wydania
Utwór napisali i skomponowali Broke Boys i Sara Sudoł.
Singel ukazał się w formacie digital download 25 kwietnia 2022 w Polsce za pośrednictwem wytwórni płytowej Internaziomale w dystrybucji Universal Music Polska.

## Teledysk
Do utworu powstał teledysk, który udostępniono 27 kwietnia 2022 za pośrednictwem serwisu YouTube.

## Lista utworów
- Digital download[5]

1. „Rok Tygrysa” – 2:20

## Certyfikaty
| Kraj          | Certyfikat  |
| ------------- | ----------- |
| Polska (ZPAV) | złota płyta |